# Sollidsbacken

Sollidsbacken är en kort gata på Södra Djurgården i Stockholm som går från Djurgårdsvägen upp till Solliden på Skansen. Gatan kantas av ett antal kulturhistoriskt värdefulla villafastigheter. Bland villorna finns två verk av Ferdinand Boberg, Villa Bergsgården som uppfördes för konstnären Anna Ström och som nu ägs av Svenska Akademien och Villa Bergabo. Sedan 1878 finns Djurgårdsskolan på gatan. Bland hyresgästerna på gatan har funnits Akademiens forne ständige sekreterare Karl Ragnar Gierow samt författaren och akademiledamoten Kerstin Ekman som båda har hyrt in sig i Villa Bergsgården.

## Hus längs gatan
- Villa Bergsgården  (Nr. 6)
- Villa Bergabo (Nr. 8)
- Djurgårdsskolan (Nr. 10)

## Bilder

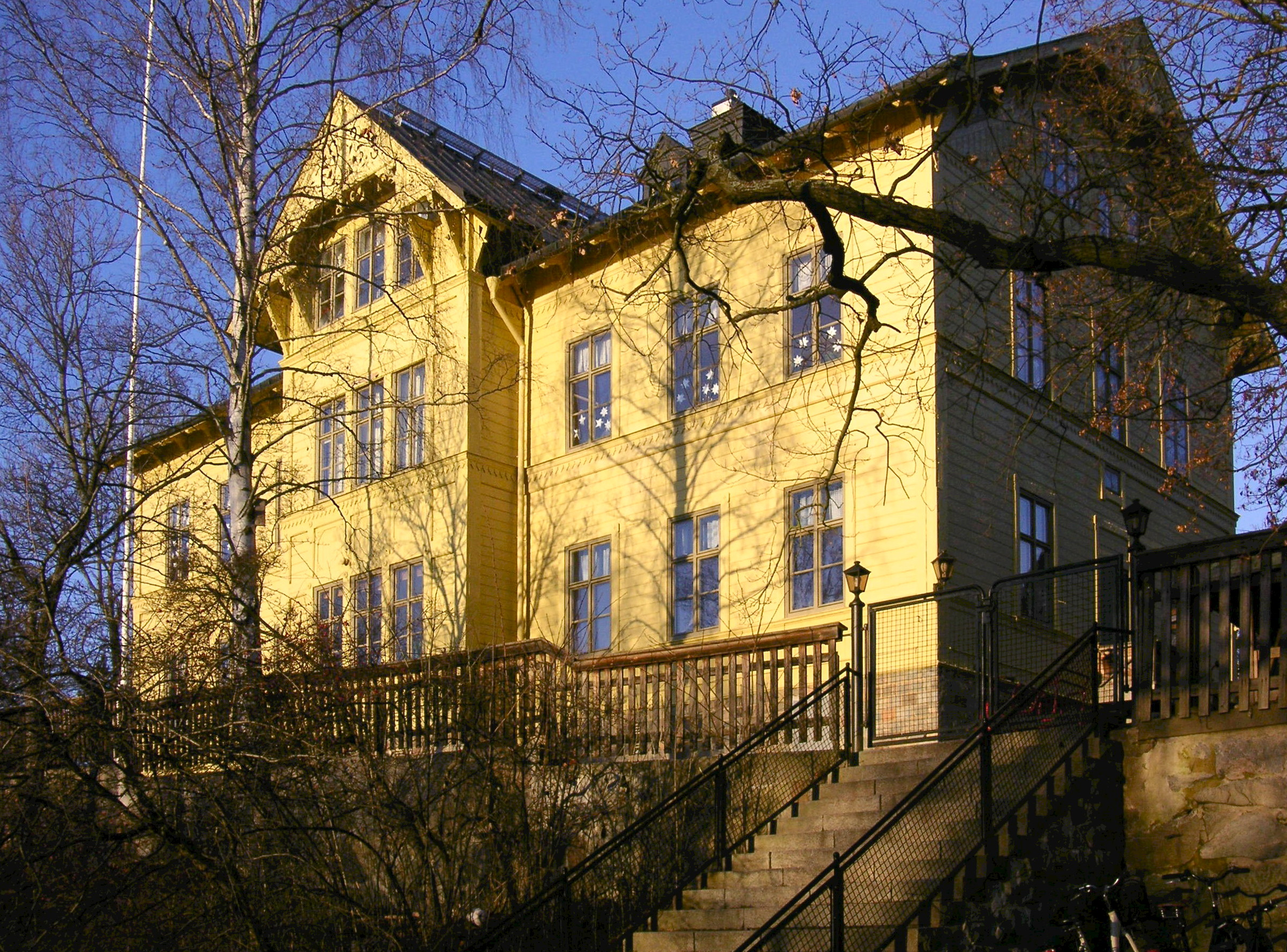
Djurgårdsskolan
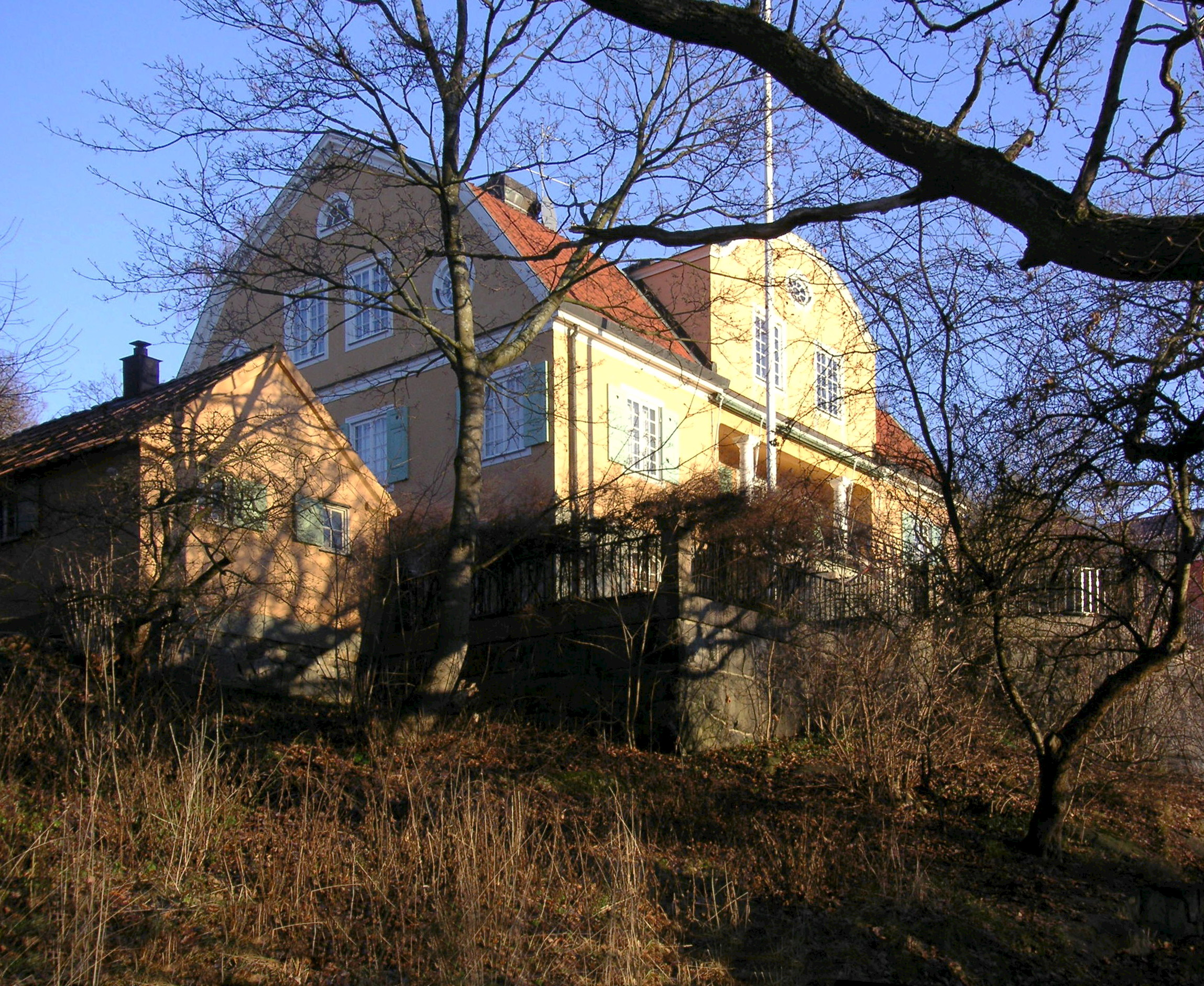
Villa Bergsgården
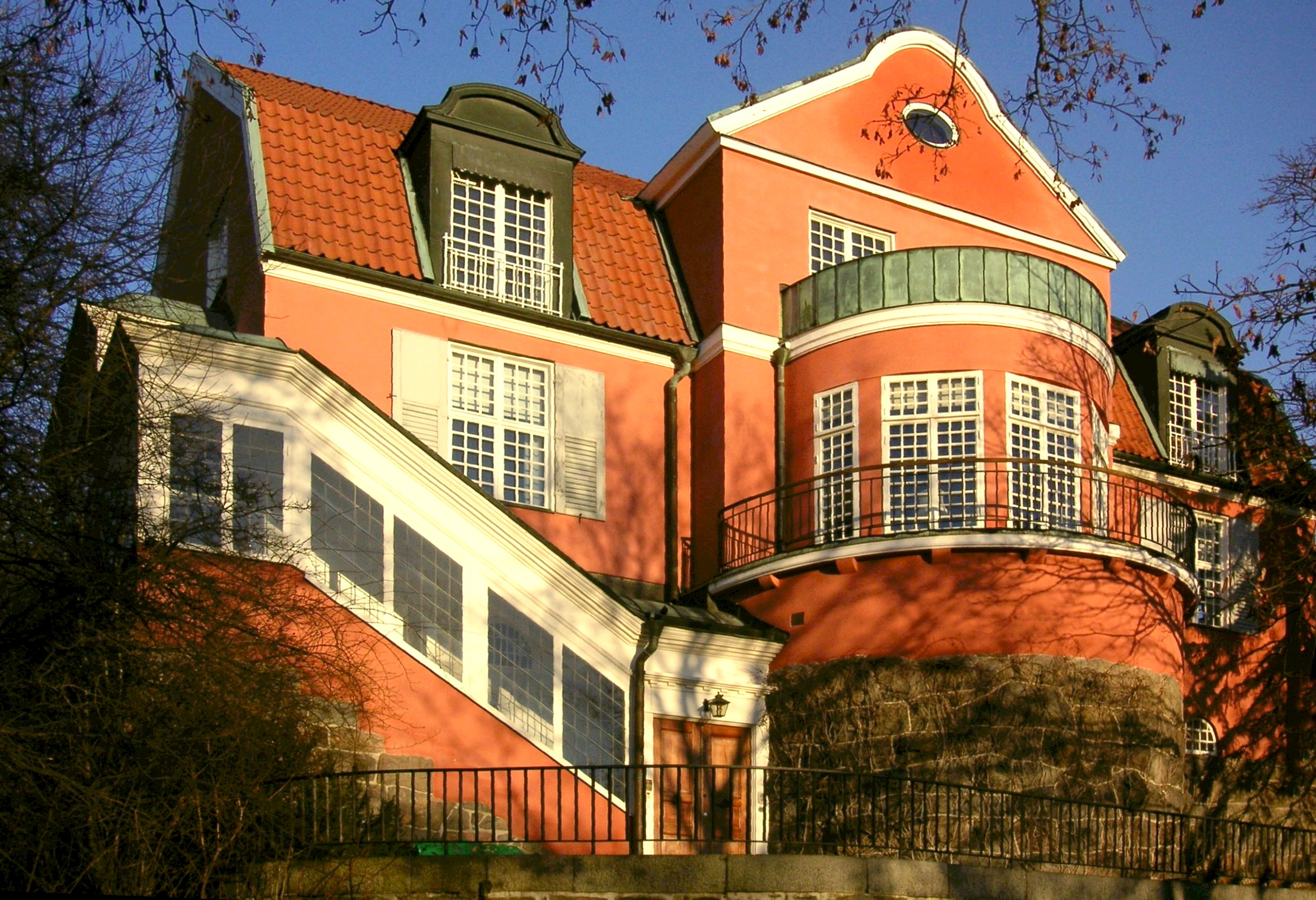
Villa Bergsbo